# Jan Schneider (Politiker)

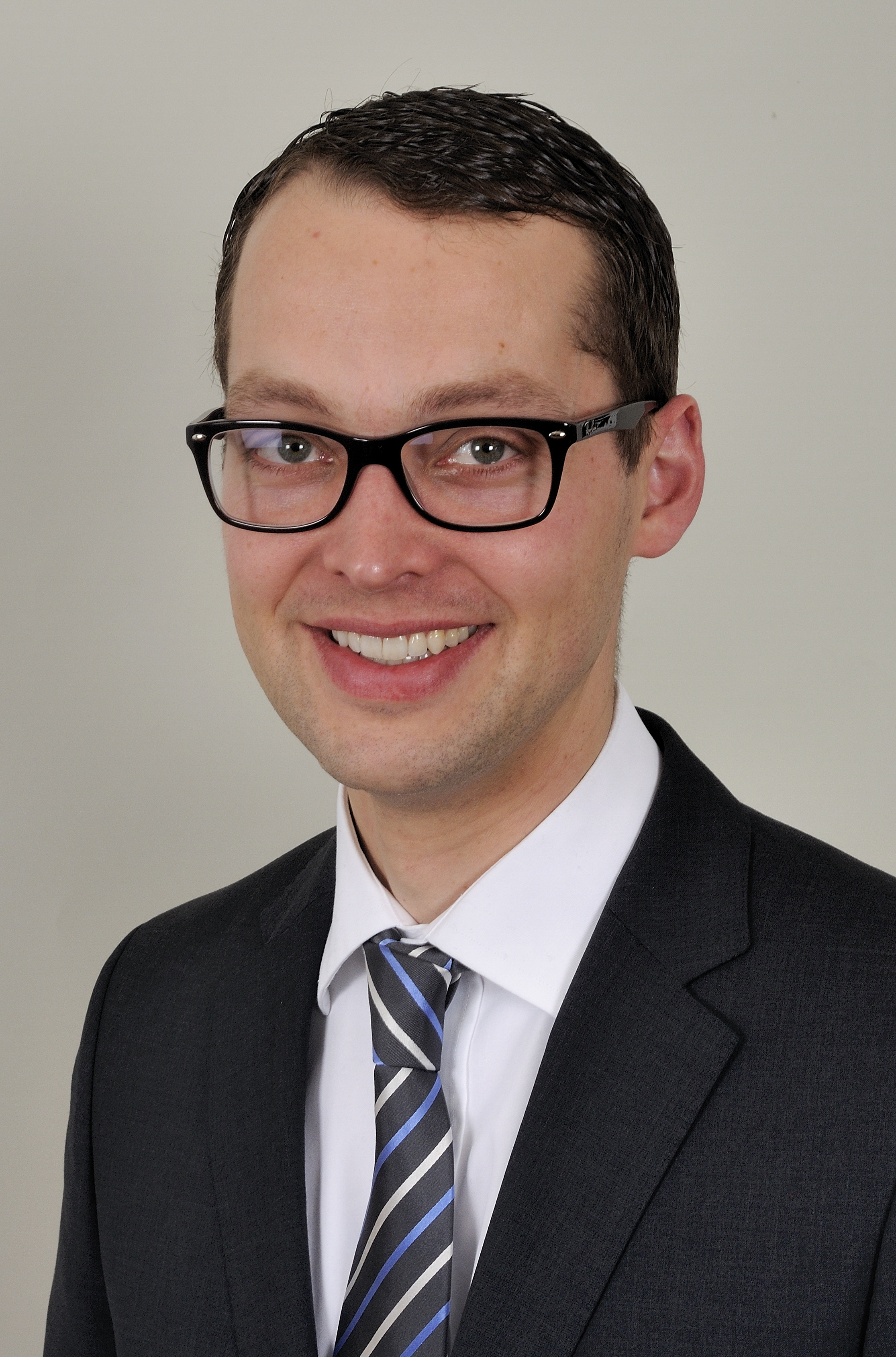
Jan Schneider (2013).

Jan Schneider (* 25. März 1981 in Frankfurt am Main) ist ein deutscher Politiker (CDU).
Schneider besuchte die Grundschule Kalbach und das Lessing-Gymnasium in Frankfurt am Main. Nach einem einjährigen Schulaufenthalt in England legte er 2000 sein Abitur ab. Danach studierte er Rechtswissenschaft an den Universitäten Konstanz und Frankfurt am Main, legte 2007 die erste und 2009 die zweite juristische Staatsprüfung ab. Anschließend trat er als Jurist im Hessischen Ministerium des Innern und für Sport in den hessischen Landesdienst ein. Dort war er von 2010 bis 2012 Persönlicher Referent des Ministers.
Schneider war von 1999 bis 2001 Mitglied des Pfarrgemeinderates St. Laurentius. 2003 wurde er zum Vorsitzenden des CDU-Stadtbezirksverbandes Kalbach-Riedberg gewählt. Von 2001 bis 2013 gehörte er dem Ortsbeirat Kalbach-Riedberg an, in dem er ab 2005 Fraktionsvorsitzender war. Von 2006 bis 2013 war er zudem Mitglied der Stadtverordnetenversammlung der Stadt Frankfurt am Main. Seit 2011 ist er Mitglied der Regionalversammlung Südhessen, der er zuvor bereits als stellvertretendes Mitglied angehörte. 
Schneider rückte am 1. Februar 2012 für Gudrun Osterburg in den Hessischen Landtag nach, die im Wahlkreis Frankfurt am Main VI direkt gewählt worden war. Am 30. Oktober 2013 schied er aus dem Landtag aus. Seine Nachfolgerin wurde Elisabeth Apel. Vom 1. November 2013 bis September 2021 war Schneider Stadtrat in Frankfurt am Main und in dieser Funktion für die Bereiche Bau und Immobilien, Reformprojekte, Bürgerservice und IT verantwortlich.
Schneider ist verheiratet und Vater von drei Kindern.